# Angelo Siino
Angelo Siino (San Giuseppe Jato, 22 marzo 1944 – 31 luglio 2021) è stato un mafioso e collaboratore di giustizia italiano, noto negli anni '80 come il "ministro dei lavori pubblici di Cosa nostra", in quanto ambasciatore di Salvatore Riina in Sicilia ovunque si spartissero appalti pubblici.

## Biografia

### I primi anni
Angelo Siino era figlio di un imprenditore edile e di Antonia Celeste, figlia di Giuseppe Celeste, capomafia di San Cipirello ucciso in giovane età nel 1921 in un agguato. Anche sua nonna, Maria Di Maggio, era erede di un'antica famiglia di mafia. Angelo era cresciuto stando al fianco del fratello del nonno, Salvatore, detto "u zu' Turiddu", che ne aveva preso il posto come capomafia, tramite il quale conobbe e prese a frequentare le cosche e i rappresentanti più potenti di Cosa nostra: i Brusca, i Madonia, i De Caro e i Messina Denaro. Secondo il suo racconto, da ragazzo conobbe anche Giuseppe Genco Russo e Calogero Volpe, fondatore della Democrazia Cristiana in Sicilia, sottosegretario negli anni Sessanta e Settanta alla Sanità, ai Trasporti e alle Poste, sia nei governi di centrodestra che centrosinistra, nonché sindaco di Montedoro.
Dopo un violento scontro a fuoco in uno dei cantieri dove lavorava il padre, i genitori decisero di mandare il figlio, che ora aveva dieci anni, a scuola dai Salesiani a Palermo, per allontanarlo da San Giuseppe Jato. Anche l'intera famiglia si trasferì a Palermo. I genitori decisero che il giovane Siino avrebbe frequentato le scuole medie sempre dai Salesiani, ma da esterno, venendo introdotto nella "Palermo bene". Dopo le medie frequentò l'istituto per geometri Lambruschini, dove si diplomò.

### La carriera politica e il "sistema Siino"
A Palermo iniziò a frequentare Stefano Bontate, che attorno alla metà degli anni Sessanta ereditò il comando della cosca di Santa Maria di Gesù dal padre, e quindi i salotti della "Palermo bene". Si sposò nel settembre di 1970 con Carmela Bertolino, figlia di un industriale del settore vitivinicolo che gestiva un'impresa di distillazione ed era sospettato di appartenenza alla mafia di Partinico. Il 16 febbraio 1972 la coppia ebbe il loro primo e unico figlio, Giuseppe, cresciuto lontano dagli ambienti mafiosi.
Agli inizi degli anni Settanta Siino divenne consigliere e assessore comunale democristiano di San Giuseppe Jato, nella corrente politica di Salvo Lima. In quegli anni Siino divenne noto come pilota automobilistico con il soprannome di "Bronson" (per via della somiglianza con il noto attore americano) e partecipò a diversi rally in giro per la Sicilia, come la famosa Targa Florio. Si dedicò inoltre a tempo pieno dell'azienda di famiglia finita in crisi riuscendo a risollevarla grazie all'aiuto e ai consigli dei padrini facendo infuriare il padre che si riprese l'azienda risanata. Insieme ad alcune persone che gli furono suggerite da Giovanni Brusca, pure lui di San Giuseppe Jato e figlio di Bernardo, mise in piedi una società che produceva calcestruzzo che però abbandonò quando si accorse che i soci facevano solo gli interessi del mafioso. Si iscrisse poi alla loggia massonica C.A.M.E.A. di Santa Margherita Ligure, cui già aderiva il cognato di Bontate, Giacomo Vitale, allargando la sua rete di relazioni importanti nella borghesia e nell'organizzazione criminale. Secondo il suo racconto, durante una riunione della loggia in una chiesa sconsacrata, ebbe modo di conoscere il potente banchiere milanese Roberto Calvi.
Uno dei primi ad intuire lo spessore criminale di Siino e ad indagare su di lui fu il capitano dei carabinieri Mario D'Aleo, che finì assassinato in un agguato il 13 giugno 1983.
Proprio per i suoi trascorsi politici, nel 1985 Siino venne avvicinato da Baldassare Di Maggio, che sostituiva Bernardo Brusca alla guida della famiglia mafiosa di San Giuseppe Jato, che gli propose di occuparsi degli interessi mafiosi negli appalti di tutta la regione siciliana. Incontrò il geometra Pino Lipari (factotum del boss Bernardo Provenzano) e la figlia avvocato in Piazza Luigi Sturzo. Fu lui a spiegargli che il sistema di gestione degli appalti si sviluppava attraverso una fase preliminare, che consisteva nello stabilire prima della gara d'appalto chi dovesse risultare vincitore e quale fosse l’ammontare della tangente per i politici e i mafiosi (il 3% del valore dell’appalto sarebbe andato alla "famiglia" mafiosa del posto, un altro 2% ai politici e un ulteriore 2% direttamente nelle tasche di Riina), una fase esecutiva, che si risolveva nel controllare che tutte le imprese coinvolte rispettino gli accordi e presentino l'offerta prestabilita, e una fase successiva, nel corso della quale si provvedeva alla distribuzione delle tangenti. In quanto personaggio presentabile presso politici e professionisti e al tempo stesso discendente di un capomafia riconosciuto, Angelo Siino rappresentava la persona più adatta a gestire le fasi del sistema. Siino, che aveva costituito anni prima la Siino Costruzioni, avrebbe dovuto concorrere con le altre imprese, entrare nel circuito del sistema, oltre a pagare il pizzo alle famiglie mafiose locali.
Salvatore Riina gli affidò quindi il compito di assicurarsi che gli appalti venissero affidati alle ditte amiche, che nei lavori venissero coinvolti i professionisti amici e che ci fosse una equa ripartizione delle tangenti con i politici. Un meccanismo, poi ribattezzato "sistema Siino" o sistema del "tavolino", al quale tutti gli imprenditori dovevano attenersi ben sapendo che non si poteva fare a meno della sua mediazione. Il sistema garantiva che le imprese coinvolte vincessero a turno le gare d'appalto e, contemporaneamente, garantiva la serenità degli imprenditori che si adattavano al suo meccanismo, i quali non dovevano temere intimidazioni o danni materiali alle loro aziende in quanto Cosa nostra, in cambio delle tangenti, forniva il materiale e le aziende subappaltatrici. Il 14 dicembre del 1988, Luigi Ranieri, uno degli imprenditori che rifiutò di sottostare a questo sistema, venne barbaramente assassinato.
Per almeno una decina di anni Siino fu il dominus degli appalti pubblici, e soprannominato per questo "ministro dei lavori pubblici". Tutto ciò fino a quando Riina decise che di lui non c'era più bisogno perché aveva stretto accordi con l'imprenditoria del Nord (in particolare con la Calcestruzzi di Ravenna appartenente al gruppo Ferruzzi) puntando all'acquisizione di appalti e concessioni che avrebbero fruttato molto più denaro. A Siino fu concesso di occuparsi ancora degli appalti dei comuni della provincia di Palermo e di una parte della provincia di Caltanissetta (che era sotto il controllo di Giuseppe "Piddu" Madonia) mentre nel resto della Sicilia la gestione degli appalti spettava all'imprenditore agrigentino Filippo Salamone, divenuto più potente dello stesso Siino per via dei suoi legami politici.

### L'arresto e la collaborazione con la giustizia
La voce di una sua imminente cattura aveva spinto Riina e soci a metterlo alla porta e a sostiturlo gradualmente con il geometra Pino Lipari e con l'ingegnere Giovanni Bini della Calcestruzzi. Il campanello d'allarme scattò agli inizi del 1991 mentre era in corso un'inchiesta dei Carabinieri del ROS condotta dal colonnello Mario Mori e dal capitano Giuseppe De Donno denominata "Mafia e appalti", un dossier pieno di nomi e cifre nel quale il suo nome compariva in moltissime pagine, che il giudice Giovanni Falcone volle che venisse depositato in Procura.
Siino fu avvertito che di lì a poco tempo sarebbe stato arrestato e la conferma gli arrivò anche da Salvo Lima, che gli mostrò il dossier nella sede palermitana della Democrazia Cristiana, in via Emerico Amari. Siino tentò poi, attraverso il maresciallo Giuliano Guazzelli (di cui era confidente), di aprire un canale affinché la sua posizione potesse essere perlomeno ammorbidita ma invano perché Guazzelli non volle sentire ragioni ed informò subito Mori e De Donno.
In effetti, il 10 luglio 1991 Siino fu arrestato sotto casa dai carabinieri e fu tradotto nel carcere dell'Ucciardone. Il giorno successivo Siino fu interrogato una prima volta dal magistrato titolare dell'inchiesta, Roberto Scarpinato, al quale, per dimostrare di essere estraneo agli ambienti mafiosi, spiegò che era solo un imprenditore edile, il titolare di una concessionaria e un agricoltore aggiungendo di aver sempre frequentato la Palermo bene. Tuttavia la sua posizione si aggravò a seguito della collaborazione con la giustizia di uno degli indagati, il geometra Giuseppe Li Pera (capoarea per la Sicilia dell'impresa friulana Rizzani De Eccher), e degli ex mafiosi Leonardo Messina e Baldassare Di Maggio, che lo accusarono di essere il "regista" di tutti gli appalti pubblici per conto dei Corleonesi. Perciò tre anni dopo Siino fu condannato in via definitiva a nove anni di reclusione. Mentre era detenuto al 41-bis ricevette molte visite dei carabinieri del ROS De Donno e Mori, che cercarono di convincerlo a collaborare con la giustizia. Solo dopo essere stato ricoverato nel reparto ospedaliero dopo un infarto, Siino suggerì ai due ufficiali di cercare Bernardo Provenzano a Bagheria e Giovanni Brusca nell'Agrigentino. Dopo un secondo infarto in cui rischiò la vita, nel marzo del 1994 Siino ottenne gli arresti domiciliari nonostante l'opposizione della Procura di Palermo.
Il 10 luglio 1997, a sei anni dal suo primo arresto, Siino venne arrestato nuovamente, questa volta per l'appalto dei lavori per la costruzione dell'edificio destinato a ospitare la Pretura di Palermo. La sera stessa comunicò al suo avvocato la sua intenzione di non contestare l'accusa e di collaborare con la Procura, diretta da Gian Carlo Caselli. Da quel giorno entrò nel programma di protezione stabilendosi in un paese dell'hinterland milanese; successivamente gli verrà assegnato un alloggio a Castellanza, dove verrà raggiunto dalla moglie e dal figlio, per poi essere trasferito in una villetta in campagna. Fu anche in quei giorni che scelse un nuovo avvocato, risultando incompatibile quello di prima, Alfredo Galasso, ex componente del Consiglio superiore della magistratura nonché ex parlamentare, ex consigliere regionale ed ex legale della famiglia di Carlo Alberto dalla Chiesa.

### La guerra tra Procure e il caso De Donno - Lo Forte
Nel novembre 1997 la procura della Repubblica di Caltanissetta, retta da Giovanni Tinebra, protocollò un fascicolo, di cui fu titolare l'aggiunto Francesco Paolo Giordano, in cui venivano iscritti nel registro degli indagati i magistrati Guido Lo Forte, vice di Caselli a Palermo, i sostituti procuratori Giuseppe Pignatone e Ignazio De Francisci, nonché l'ex-procuratore capo Pietro Giammanco. L'accusa per i tre era abuso e corruzione in atti giudiziari.
La denuncia era partita dal capitano del ROS Giuseppe De Donno, il quale sosteneva di aver saputo da Siino che nel 1991 i tre magistrati avevano fatto circolare all'esterno il dossier «Mafia e Appalti», allora ancora coperto dal segreto istruttorio, rallentandone l'iter all'interno della Procura.

Siino smentì subito la circostanza, affermando che fu De Donno a fare pressioni perché accusasse Lo Forte e dichiarò che in realtà la copia del dossier gli sarebbe stata fornita dal maresciallo dei carabinieri Antonino Lombardo, suicidatosi nel marzo del 1995. Infatti tramite il suo avvocato, Alfredo Galasso, rilasciò la seguente dichiarazione:
«Angelo Siino vuole fare sapere come veramente si sono svolti i fatti che tante polemiche stanno provocando. E mi ha espressamente autorizzato a riferire il suo pensiero, la sua ricostruzione degli avvenimenti, i pericoli che intravede dietro queste manovre. Siino ha la sensazione sempre più netta che ci sia qualcuno che punti a screditare lui e, con lui, la Procura di Palermo». 
Lo Forte non solo era il principale fidato collaboratore di Caselli, considerato la mente della Procura per il suo acume e la sua esperienza in fatti di mafia, ma aveva anche sostenuto l'accusa nel processo contro Siino. Data l'autorevolezza del magistrato, in caso di veridicità delle accuse ne sarebbe uscita a pezzi la Procura retta da Caselli; in caso invece le accuse si fossero dimostrate false e fosse provato che a riferirle fosse stato Siino, ne sarebbe uscita compromessa la sua credibilità come collaboratore di giustizia.
L'episodio è considerato come uno dei capitoli del duro scontro tra i ROS dei Carabinieri e la Procura di Palermo, iniziata con la mancata perquisizione del covo di Totò Riina.
Nel 2000 l'inchiesta fu definitivamente archiviata per incertezza probatoria: non era stato possibile provare la circostanza della dichiarazione di Siino a De Donno.

### Le testimonianze nei processi
Nel 1997 fecero scalpore le dichiarazioni di Siino riguardanti un suo presunto incontro con Claudio Martelli durante la campagna elettorale per le elezioni politiche del 1987, in cui si sarebbe discusso dell'appoggio che Cosa nostra doveva dare al Partito Socialista Italiano. Martelli bollò queste accuse come calunnie finalizzate a screditare il suo operato.
A seguito delle accuse mosse da Angelo Siino in relazione ai rapporti intercorsi tra Totò Riina e il gruppo Ferruzzi-Gardini, nel 1997 venne arrestato con l'accusa di concorso esterno in associazione mafiosa l'amministratore delegato di Calcestruzzi, Lorenzo Panzavolta, uno dei protagonisti nella spartizione illecita degli appalti siciliani, mettendo “il proprio ruolo al servizio degli interessi mafiosi”. Nel 2008 Panzavolta è stato condannato in via definitiva a sei anni di reclusione.
Nell'ambito del processo al senatore Giulio Andreotti, celebrato a Palermo, Siino riferì dei rapporti fra le attività finanziarie di Michele Sindona e l'opera di riciclaggio di Cosa nostra, oltre che dell'incontro fra Stefano Bontate e Giulio Andreotti della primavera-estate del 1979. Siino dichiarò di essere stato a fine estate 1979 l'autista di Sindona nel corso del suo viaggio in Sicilia mascherato da sequestro di persona e di aver assistito ad una telefonata tra il bancarottiere ed Andreotti. Affermò inoltre di aver accompagnato, in auto, Bontate al vertice tenutosi, a Catania, sempre nell'estate del 1979, nella riserva di caccia di proprietà degli imprenditori catanesi Costanzo, e di averne atteso la conclusione senza parteciparvi formalmente chiacchierando, fra l'altro, con il guardiano del posto (soprannominato ‘U cchiu', la civetta): stando a Siino, il guardiano gli riferì di aver visto Giulio Andreotti entrare nel luogo dell'incontro. In quell'occasione si sarebbe discusso del comportamento tenuto dal presidente democristiano della Regione Siciliana, Piersanti Mattarella, ritenuto in stridente contrasto con gli interessi di Cosa Nostra. Sempre nel corso del processo Andreotti, nell'udienza del 18 dicembre 1997, Siino raccontò anche che Stefano Bontate si rivolse al deputato andreottiano Francesco Cosentino per ottenere l'autorizzazione dell'AIMA in materia di agrumi; lo stesso Bontate gli avrebbe detto che Cosentino era amico del capomafia Pippo Calò. Le dichiarazioni di Siino riguardanti l'incontro tra Andreotti e Bontate furono ritenute non attendibili in primo grado mentre la sentenza d'appello e quella della Cassazione le ritennero veritiere.
Grazie alle rivelazioni di Siino citate nella sentenza Andreotti, l'autore delle telefonate anonime di minaccia all'avvocato Giorgio Ambrosoli (commissario liquidatore delle banche di Sindona) fu identificato in Giacomo Vitale, massone e cognato di Stefano Bontate, il quale poi scomparve misteriosamente inghiottito dalla lupara bianca nel luglio del 1989.
In due interrogatori del 1997 e del 1998 rilasciati ai P.M. di Caltanissetta e Firenze, Siino raccontò che Cosa nostra tentò di "agganciare" Silvio Berlusconi attraverso gli attentati ai magazzini Standa di Catania al fine di stabilire attraverso di lui un canale di dialogo con Bettino Craxi e il contatto sarebbe stato trovato in Massimo Maria Berruti, allora manager di Fininvest, il quale avrebbe suggerito a Leoluca Bagarella di compiere le stragi del '93 contro i monumenti nazionali per favorire l'ascesa elettorale di Forza Italia. Tuttavia Brusca smentì questa ricostruzione di Siino e il GIP di Caltanissetta Giovanbattista Tona non credette né a lui né agli altri collaboratori che avevano confermato più o meno la stessa tesi e nel 2002 archiviò l'indagine a carico di Berlusconi e Marcello Dell'Utri quali mandanti delle stragi.
Nel 1999 Siino testimoniò al processo denominato "Borsellino ter" sulla strage di via d'Amelio ed affermò che gli attentati ai giudici Giovanni Falcone e Paolo Borsellino subirono un'accelerazione a causa del loro interessamento al famoso dossier "Mafia e Appalti" e alla consapevolezza che il gruppo Ferruzzi-Gardini stesse trattando affari con Cosa nostra: "...In Cosa nostra era notorio che il dottor Falcone avesse capito il tenore di questo accordo politico-imprenditoriale-mafioso, tanto che...Falcone aveva affermato che 'la mafia era entrata in Borsa' . Questa sua presa di posizione allarmò non poco il mondo di Cosa nostra perché sostanzialmente si riferiva alla quotazione in Borsa del gruppo Ferruzzi-Gardini".
Dal 2005 il pentito Angelo Siino ha accusato il deputato Francesco Saverio Romano, a più riprese, in periodi diversi e con dichiarazioni non sempre concordanti in merito a un incontro tra lo stesso Siino, Romano e Totò Cuffaro, per chiedere il sostegno elettorale, in occasione delle elezioni regionali siciliane del 1991. 

In merito all'incontro di Saverio Romano con Siino, si legge nella sentenza di Romano: "...deve rilevarsi che le dichiarazioni di Angelo Siino, per quel che specificamente attiene alla posizione di Romano, non sono esenti da censure né in punto di credibilità personale, né in punto di attendibilità intrinseca. Esse inoltre difettano di sufficienti riscontri." Inoltre "...Ma quel che qui più rileva è che Siino attribuisce proprio a Romano la responsabilità delle azioni esecutive poste in essere in suo pregiudizio, senza dissimulare, peraltro, nemmeno una certa acredine nei confronti dell'accusato, pur sapendo ormai che svolgeva la professione di avvocato, oltre a sedere da due anni in Parlamento... ...Tale rilievo incide evidentemente sulla credibilità personale di Angelo Siino ed induce ad accostarsi con cautela alle dichiarazioni che il collaboratore rende sul conto dell'odierno imputato (Romano)".
Il 30 novembre 2010 il giornale Il Fatto Quotidiano pubblicò la notizia secondo la quale l'imprenditore Mario Ciancio Sanfilippo era indagato per concorso esterno in associazione di tipo mafioso dalla Procura distrettuale antimafia di Catania sulla base di accuse di diversi collaboratori di giustizia, tra cui Angelo Siino, per presunti rapporti tra costui e Cosa nostra etnea, in particolare con il clan Santapaola nella persona del boss Giuseppe Ercolano.
Nel 2012, nell'ambito del processo per l'omicidio avvenuto nel 1988 del giornalista Mauro Rostagno, Siino testimoniò di essere stato presente ad una riunione con Francesco Messina Denaro, il quale avrebbe dato incarico al boss trapanese Vincenzo Virga perché provvedesse all'uccisione di Rostagno. Virga è stato condannato in via definitiva come mandante dell'omicidio Rostagno.
Uno degli ultimi processi cui prese parte in qualità di testimone fu quello sulla Trattativa Stato-mafia nel 2014, in cui parlò anche del maresciallo Giuliano Guazzelli, definendolo un uomo per tutte le stagioni al servizio di Cosa nostra e del politico democristiano Calogero Mannino, che a conclusione del rito abbreviato è stato assolto dalle accuse mosse dai PM di Palermo.
Nel 2017 ha pubblicato la propria autobiografia, scritta insieme al suo avvocato Alfredo Galasso, intitolata Vita di un uomo di mondo (edita da Ponte delle Grazie, pagg. 173).

### La notizia della morte
Il 26 novembre 2021 i giornali diedero la notizia della morte di Siino, avvenuta il 31 luglio precedente nella località protetta in cui si trovava. La volontà di mantenere segreta la notizia per tanto tempo fu della famiglia.